# Salamandra infraimmaculata
Salamandra infraimmaculata é uma espécie de anfíbio caudado pertencente à família Salamandridae. Pode ser encontrada no Irã, Iraque, Israel. Líbano, Síria e Turquia.